# Zbloudilí
Zbloudilí (v originále Les Égarés) je francouzsko-britský hraný film z roku 2003, který režíroval André Téchiné podle vlastního scénáře. Snímek měl světovou premiéru na filmovém festivalu v Cannes dne 16. května 2003.

## Děj
Je červen 1940. Odile je učitelkou, jejíž manžel před několika měsíci zemřel při obraně Francii. Matka dvou dětí uprchne z Paříže a vydá se na exodus směrem na jih Francie. Němci ale kulometně bombardují kolony uprchlíků. Jejich auto začne hořet. Zachráněni tajemným mladým mužem, se ukryjí v lese a poté ve velkém opuštěném domě jednoho skladatele. Válka pokračuje.

## Obsazení
| Emmanuelle Béart          | Odile    |
| Gaspard Ulliel            | Yvan     |
| Grégoire Leprince-Ringuet | Philippe |
| Clémence Meyer            | Cathy    |
| Samuel Labarthe           | Robert   |

## Ocenění
- César: nominace v kategoriích nejslibnější herec (Gaspard Ulliel, Grégoire Leprince-Ringuet), nejlepší kamera (Agnès Godard) a nejlepší zvuk (Olivier Goinard, Jean-Pierre Laforce a Jean-Paul Mugel)